# Zdeněk Machálek
Zdeněk Machálek (* 27. března 1958) je bývalý český fotbalista.

## Fotbalová kariéra
V československé lize hrál za Sigmu Olomouc. Nastoupil ve 2 ligových utkáních.

## Ligová bilance
| Ročník                                   | Zápasy | Góly | Klub          |
| ---------------------------------------- | ------ | ---- | ------------- |
| 1. československá fotbalová liga 1982/83 | 2      | 0    | Sigma Olomouc |
| CELKEM                                   | 2      | 0    |               |